# Sonja Sabinsky
Sonja Sabinsky (tidligere Sonja Bjørn-Bentzen) (født 14. december 1954 i Kolding) er en dansk journalist, forfatter og skuespiller.
Hun er datter af isoleringsmester Anker Bentzen og medhjælpende hustru Edith Bentzen. 
Hun blev uddannet på Odense Teaters Skuespillerskole 1981 og har siden arbejdet som skuespiller på Aalborg Teater, Odense Teater, Børneteatret Skægspire og Vintapperteatret 1981-1988.
Hun er endvidere uddannet journalist ved Danmarks Journalisthøjskole 1994.
Har produceret minidokumentaren Haven om ekspropriation i forbindelse med etableringen af Øresundsforbindelsen. Vist på TV2 1993.
Producer af radiodokumentaren Kvinde, min – om jalousidrab på DRs P1 i 1994.
Hun er forfatter til interviewbogen Sammen – om kærlighed, der lykkes (Lindhardt og Ringhof 2000), romanen Sover du? (Lindhardt og Ringhof 2002) og Amnesiaskyggen (Books on Demand 2021.
Siden 1994 har hun været skribent på Dagbladenes Bureau – med kultur som væsentligste stofområde. 